# Milan Rašić
Milan Rašić (cyr. Милан Рашић) (ur. 2 lutego 1985) – serbski siatkarz, reprezentant kraju, grający na pozycji środkowego. Od sezonu 2015/2016 w irańskiej drużynie Samen Alhojaj.
W 2011 r. w Austrii i Czechach zdobył mistrzostwo Europy.

## Sukcesy klubowe
| Klub                     | Osiągnięcie          | Trofeum               | Sezon                           |
| OK Crvena zvezda Belgrad | Mistrzostwo Serbii   | złoto · srebro · brąz | 2007/2008 2009/2010 2008/2009   |
| OK Crvena zvezda Belgrad | Puchar Serbii        | złoto                 | 2008/2009                       |
| ACH Volley Lublana       | MEVZA                | złoto · srebro        | 2010/2011, 2012/2013 2011/2012  |
| ACH Volley Lublana       | Mistrzostwo Słowenii | złoto                 | 2010/2011, 2011/2012, 2012/2013 |
| ACH Volley Lublana       | Puchar Słowenii      | złoto                 | 2010/2011, 2011/2012, 2012/2013 |

## Sukcesy reprezentacyjne
| Osiągnięcie        | Trofeum      | Rok       |
| Mistrzostwa Świata | brąz         | 2010      |
| Mistrzostwa Europy | złoto · brąz | 2011 2013 |